# Uvarus amandus
Uvarus amandus är en skalbaggsart som först beskrevs av Leconte 1852.  Uvarus amandus ingår i släktet Uvarus och familjen dykare. Inga underarter finns listade i Catalogue of Life.